# Jørgen Bispelund Knudsen
Jørgen Bispelund Knudsen (født 1937) er en dansk billedkunstner.
Har udstillet på Kunstnerforbundet i Oslo, 1971;
- Galleri Alliance, 1971;
- Galleri Passepartourt i perioden 1973-1985;

Er repræsenteret på Rigsgalleriet i Oslo, siden 1971;
- Københavns Kommunes Kulturfond, siden 1971;
- Kobberstikssamlingen, Statens Museum for Kunst, siden 1974;
- Lyngby, Gladsaxe og Gentofte Kunstbiblioteker;
- Frederiksborg Slots Nationalhistoriske Museum, siden 2010;

Udstillinger blandt andet:
- Kulturwoche, Cuxhaven, 1972 og 1978;
- Nikolaj Kirke, 1974;
- Kunstgruppen "Gyrr", Den frie udstilling, 1975;
- Ung i Danmark 1976 (Sødertalje Konsthall – Västerås Kunstmuseum – Gävle Museum – Norrkôping Museum);
- Hjørring Kunstmuseum, 1980;
- Galerie Passepartout i Bologna, Italien 1983;
- Helligåndshuset i København sammen med Salt-gruppen, 1988-1990;

## Publikationer
- Assistents Kirkegaard, Borgens Forlag, 1986 (60 Tuchtegninger);
- Illustrationer til Klaus Høecks digtsamling, Eventyr, 1992 (100 Tuchtegninger fra de danske skove);

## Ekstern henvisning
- Jørgen Bispelund Knudsen på Kunstindeks Danmark/Weilbachs Kunstnerleksikon